# Athyrma misera
Athyrma misera är en fjärilsart som beskrevs av Butler 1879. Athyrma misera ingår i släktet Athyrma och familjen nattflyn. Inga underarter finns listade i Catalogue of Life.